# Дачний (пост)
Дачний — колійний пост та зупинний пункт Харківської дирекції залізничних перевезень Південної залізниці на двоколійній електрифікованій постійним струмом лінії Лозова — Павлоград I між станціями Лозова та Самійлівка. Від колійного поста Дачний відгалужується лінія до станції Панютине. Розташований у передмісті Лозової Харківської області.

## Пасажирське сполучення
На зупинному пункті Дачний зупиняються приміські електропоїзди у Лозівському та Синельниківському напрямках.